# Mason (Tennessee)
Mason es un pueblo ubicado en el condado de Tipton en el estado estadounidense de Tennessee. En el Censo de 2010 tenía una población de 1.609 habitantes y una densidad poblacional de 297,96 personas por km².

## Geografía
Mason se encuentra ubicado en las coordenadas 35°24′44″N 89°32′37″O / 35.41222, -89.54361. Según la Oficina del Censo de los Estados Unidos, Mason tiene una superficie total de 5.4 km², de la cual 5.4 km² corresponden a tierra firme y (0%) 0 km² es agua.

## Demografía
Según el censo de 2010, había 1.609 personas residiendo en Mason. La densidad de población era de 297,96 hab./km². De los 1.609 habitantes, Mason estaba compuesto por el 28.53% blancos, el 63.14% eran afroamericanos, el 0.06% eran amerindios, el 0.19% eran asiáticos, el 0% eran isleños del Pacífico, el 7.02% eran de otras razas y el 1.06% pertenecían a dos o más razas. Del total de la población el 8.95% eran hispanos o latinos de cualquier raza.